# 河野康子 (政治学者)
河野 康子（こうの やすこ、1946年-）は、日本の政治学者。法政大学名誉教授。専門は、日本政治史、日本政治外交史、日米関係論。

## 略歴

### 学歴
- 1969年　津田塾大学学芸学部卒業
- 1975年　上智大学大学院外国語学研究科国際関係論専攻修士課程修了（国際関係学修士）
- 1983年　東京都立大学大学院社会科学研究科政治学専攻修士課程修了（法学修士）
- 1990年　法学博士（東京都立大学）

### 職歴
- 1986年　東京都立大学法学部助手
- 1990年　立教大学法学部非常勤講師
- 1991年　東京都立大学法学部非常勤講師
- 1993年　法政大学法学部政治学科教授
- 1995年　同大学大学院社会科学研究科政治学専攻教授
- 1996年　九州大学大学院非常勤講師
- 2017年　法政大学名誉教授

### 政府委員歴
- 2009年　外務省いわゆる日米「密約」問題に関する有識者委員、文部科学省教科用図書検定調査審議会委員
- 2015年　外務省『日本外交文書』編纂委員

## 受賞歴
- 1995年　『沖縄返還をめぐる政治と外交ー日米関係史の文脈』で大平正芳記念賞を受賞。

## 著書

### 単著
- 『沖縄返還をめぐる政治と外交――日米関係史の文脈』（東京大学出版会、1994年）
- 『日本の歴史（24巻）戦後と高度成長の終焉』（講談社、2002年）

### 編著
- 福永文夫共編『戦後とは何か（上下）政治学と歴史学の対話』（丸善出版、2014年）
- 奥健太郎共編『自民党政治の源流-事前審査制の史的検証』（吉田書店、2015年）
- 渡邉昭夫共編『安全保障政策と戦後日本 1972～1994-記憶と記録の中の日米安保』（千倉書房、2016年）
- 平良好利共編『対話　沖縄の戦後　政治・歴史・思考』（吉田書店、2017年）

### 監修
- 『英語で読む日本史』増補第2版（講談社バイリンガルブックス、2006年）
- 『グローバル化と日本の政治・経済－TPP交渉と日米同盟のゆくえ』（芦書房、2014年）

### 共著
- 渡辺昭夫編『戦後日本の対外政策』（有斐閣、1985年）
- 岡部達味編『アジア政治の未来と日本』（勁草書房、1995年）
- 五百旗頭真・北岡伸一編『開戦と終戦ー太平洋戦争の国際関係』（情報文化研究所、1998年）
- 御厨貴編『歴代首相物語』（新書館、2003年）
- 季武嘉也、武田知己編『日本政党史』（吉川弘文館、2011年）
- 坂本一登、五百旗頭薫編『日本政治史の新地平』（吉田書店、2013年）
- 下斗米伸夫編『日ロ関係　歴史と現代』（法政大学出版局、2015年）

### 編纂史料
- 村上友章、井上正也、白鳥潤一郎共編『朝海浩一郎日記 付・吉田茂書翰』（千倉書房、2019年）